# Tetrasquilla
Tetrasquilla is een geslacht van kreeftachtigen uit de klasse van de Malacostraca (Hogere kreeftachtigen).

## Soort
- Tetrasquilla mccullochae (Schmitt, 1940)